# Робинсон, Эдди
Эдди Б. Робинсон — младший (англ. Eddie B. Robinson Jr.; родился 19 апреля 1976, Флинт, штат Мичиган, США) — американский профессиональный баскетболист, выступавший в Национальной баскетбольной ассоциации за клубы «Шарлотт Хорнетс» и «Чикаго Буллз».

## Карьера

### Шарлотт Хорнетс
После окончания Университета Центральной Оклахомы Робинсон выставил свою кандидатуру на драфт 1999 года, но не был выбран. В качестве свободного агента подписал контракт с «Шарлотт Хорнетс», где кроме него играли такие баскетболисты как Бэрон Дэвис, Дэвид Уэсли, Брэд Миллер и Бобби Филлс. Имел статус ролевого игрока в команде, за два сезона его средние показатели насчитывали 7,2 очка за игру. Игра Робинсона привлекла внимание генерального менеджера «Чикаго Буллз» Джерри Краузе, который заявил, что Робинсон сможет стать звездой НБА, если будет получать больше игрового времени.

### Чикаго Буллз
В 2001 году Эдди Робинсон, в качестве свободного агента, подписал 5-летний контракт с «Чикаго Буллз» на сумму 32 миллиона долларов, что сделало его одним из самых высокооплачиваемых игроков команды. Робинсон играл за «Быков» 4 сезона, за которые так и не сумел оправдать возложенных на него надежд. Эдди принадлежал к категории игроков под названием «athletic freak» — отлично физически развитый игрок с крайне слабым броском и баскетбольным интеллектом, примером могут служить такие игроки, как Дариус Майлз или Стромайл Свифт. Он никогда не набирал больше 9,0 очков за сезон, умудрившись пропустить 102 игры за первые три года из за травм, плохого физического состояния и конфликтов с тренерским штабом. В 2004 году клуб выкупил оставшиеся 2 года контракта Робинсона, чтобы разгрузить платежную ведомость. Больше в НБА Робинсон не играл.

### Канадская баскетбольная лига
19 сентября 2011 года Эдди Робинсон вместе с ещё одним экс-игроком НБА Родни Бафордом подписал контракт с командой «Галифакс Рейнмен», выступающей в канадской баскетбольной лиге. Робинсон не играл на профессиональном уровне с 2008 года. 1 ноября Робинсон получил травму, дебютировал 27 ноября в матче против «Ошава Пауэр», в котором набрал 18 очков. 16 января 2012 года Робинсон был отчислен. Всего за «Рейнмен» Робинсон сыграл в 9 играх, набирая в среднем 9,6 очка за 20,8 минут на площадке.

## BIG3
В новой лиге BIG3, стартовавшей летом 2017 года, выступает за команду «Killer 3's».

## Проблемы с законом
Робинсон и ещё 17 бывших игроков НБА (Терренс Уильямс — организатор схемы, Тони Аллен, Антуан Райт, Алан Андерсон, Шэннон Браун, Глен Дэвис, Крис Дуглас-Робертс, Мелвин Эли, Дариус Майлз, Джамарио Мун, Милт Паласио, Рубен Паттерсон, Уилл Байнам, Грег Смит, Себастьян Телфэйр, Си Джей Уотсон и Тони Ротен) были обвинены в преступной схеме, которая сводилась к тому, что бывшие баскетболисты получали компенсацию от программы медицинского страхования игроков НБА за медицинские процедуры, которые им на самом деле не проводили.

## Статистика

### Статистика в НБА
| Сезон                                                                                    | Команда | Регулярный сезон | Регулярный сезон | Регулярный сезон | Регулярный сезон | Регулярный сезон | Регулярный сезон | Регулярный сезон | Регулярный сезон | Регулярный сезон | Регулярный сезон | Регулярный сезон | Серия плей-офф | Серия плей-офф | Серия плей-офф | Серия плей-офф | Серия плей-офф | Серия плей-офф | Серия плей-офф | Серия плей-офф | Серия плей-офф | Серия плей-офф | Серия плей-офф |
| Сезон                                                                                    | Команда | GP               | GS               | MPG              | FG%              | 3P%              | FT%              | RPG              | APG              | SPG              | BPG              | PPG              | GP             | GS             | MPG            | FG%            | 3P%            | FT%            | RPG            | APG            | SPG            | BPG            | PPG            |
| ---------------------------------------------------------------------------------------- | ------- | ---------------- | ---------------- | ---------------- | ---------------- | ---------------- | ---------------- | ---------------- | ---------------- | ---------------- | ---------------- | ---------------- | -------------- | -------------- | -------------- | -------------- | -------------- | -------------- | -------------- | -------------- | -------------- | -------------- | -------------- |
| 1999/00                                                                                  | Шарлотт | 67               | 8                | 16,6             | 54,9             | 0,0              | 73,4             | 2,7              | 0,5              | 0,7              | 0,4              | 7,0              | 4              | 0              | 11,3           | 41,7           | -              | 100,0          | 0,8            | 1,0            | 0,5            | 0,3            | 3,0            |
| 2000/01                                                                                  | Шарлотт | 67               | 6                | 17,9             | 53,1             | 50,0             | 72,7             | 3,0              | 0,9              | 0,7              | 0,5              | 7,4              | 10             | 0              | 19,2           | 51,7           | 33,3           | 100,0          | 3,3            | 0,9            | 0,4            | 0,4            | 6,9            |
| 2001/02                                                                                  | Чикаго  | 29               | 12               | 22,5             | 45,3             | 40,0             | 75,0             | 2,7              | 1,3              | 0,8              | 0,4              | 9,0              | Не участвовал  | Не участвовал  | Не участвовал  | Не участвовал  | Не участвовал  | Не участвовал  | Не участвовал  | Не участвовал  | Не участвовал  | Не участвовал  | Не участвовал  |
| 2002/03                                                                                  | Чикаго  | 64               | 18               | 21,2             | 49,2             | 21,4             | 81,0             | 3,1              | 1,0              | 1,0              | 0,2              | 5,7              | Не участвовал  | Не участвовал  | Не участвовал  | Не участвовал  | Не участвовал  | Не участвовал  | Не участвовал  | Не участвовал  | Не участвовал  | Не участвовал  | Не участвовал  |
| 2003/04                                                                                  | Чикаго  | 51               | 4                | 20,1             | 48,2             | 20,0             | 65,1             | 2,0              | 1,1              | 0,6              | 0,2              | 6,7              | Не участвовал  | Не участвовал  | Не участвовал  | Не участвовал  | Не участвовал  | Не участвовал  | Не участвовал  | Не участвовал  | Не участвовал  | Не участвовал  | Не участвовал  |
|                                                                                          | Всего   | 278              | 48               | 19,2             | 50,7             | 25,0             | 73,9             | 2,7              | 0,9              | 0,8              | 0,3              | 7,0              | 14             | 0              | 16,9           | 50,0           | 33,3           | 100,0          | 2,6            | 0,9            | 0,4            | 0,4            | 5,8            |
| Наведите курсор мыши на аббревиатуры в заголовке таблицы, чтобы прочесть их расшифровку. |         |                  |                  |                  |                  |                  |                  |                  |                  |                  |                  |                  |                |                |                |                |                |                |                |                |                |                |                |

### Статистика в других лигах
| Сезон | Команда          | Лига       | GP | GS | MPG  | FG%  | 3P%  | FT%  | RPG | APG | SPG | BPG | PFL | TOV | PPG |
| --- | ---------------- | ---------- | -- | -- | ---- | ---- | ---- | ---- | --- | --- | --- | --- | --- | --- | --- |
| 2011/12 | Галифакс Рейнмен | НБЛ Канада | 9  | 3  | 20,9 | 47,4 | 22,2 | 84,6 | 2,9 | 1,1 | 2,1 | 0,7 | 1,7 | 1,0 | 9,7 |
| Всего | Всего            | Всего      | 9  | 3  | 20,9 | 47,4 | 22,2 | 84,6 | 2,9 | 1,1 | 2,1 | 0,7 | 1,7 | 1,0 | 9,7 |
| Наведите курсор мыши на аббревиатуры в заголовке таблицы, чтобы прочесть их расшифровку Статистика приведена с сайта basketball.realgm.com |                  |            |    |    |      |      |      |      |     |     |     |     |     |     |     |